# Măceș
Măceșul (Rosa canina) este o specie de plantă nativă în Europa, nord-vestul Africii și în vestul Asiei.
Este un arbust cu frunze căzătoare, cu o înălțime care variază între 1 și 5 metri. Tulpina este acoperită de țepi mici, ascuțiți, sub formă de cârlig. Frunzele sunt penate, cu 5-7 frunzulițe. Florile sunt de obicei roz pal, dar există și plante cu flori albe sau roz închis. Au un diametru de 4–6 cm și  sunt formate din cinci petale. Fructul, numit măceașă, are o formă elipsoidă și este roșu sau portocaliu închis.

## Cultivare și utilizare
Înmulțirea măceșului se poate face prin semințe, prin ramuri înrădăcinate obținute prin despărțirea tufelor existente în flora spontană sau în cultură și prin marcotaj. Pentru obținerea unei semințe apte de reproducere, se vor recolta fructele de măceș numai în stadiul de galben-portocaliu, deci la început de maturizare. Fructul este foarte bogat în vitamina C, conținând peste 2000 mg din această substanță la 100 de grame de fruct. De aceea, este utilizat la producerea de siropuri, ceaiuri, dulcețuri, gemuri.
Varietatea Rosa canina 'Assisiensis' este singura care nu are spini pe tulpină.

## Tratamente naturale pe bază de măceș
Măceșul (Rosa canina) este foarte apreciat în medicina naturistă, în special datorită complexului de vitamine pe care îl conține: vitamina A, B1, B2, C, K, P, E.
Măceșul este un rezervor de vitamine pentru organismul uman. Ceaiul de măceșe tratează intoxicațiile, diareea, afecțiunile hepatice, febra, viermii intestinali (în acest caz, și pulberea de măceșe este foarte eficientă), palpitațiile. Afecțiunile rinichilor și ale vezicii urinare pot fi tratate cu ajutorul ceaiului de semințe de măceș.
Elixirul de măceș este recomandat în tratarea bronșitei cronice și a tusei de bătrânețe.

## Galerie de imagini

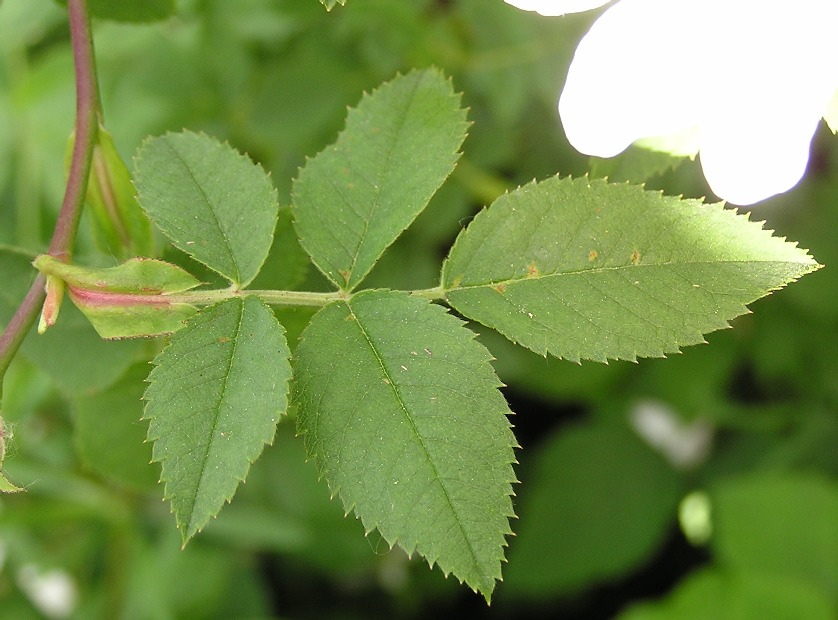
Frunză cu stipele
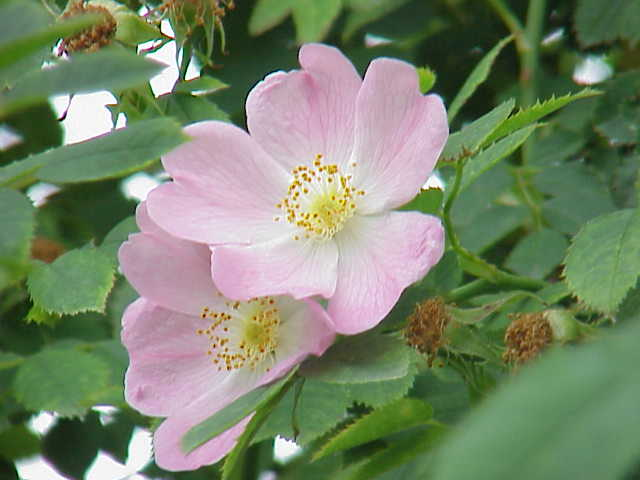
Flori
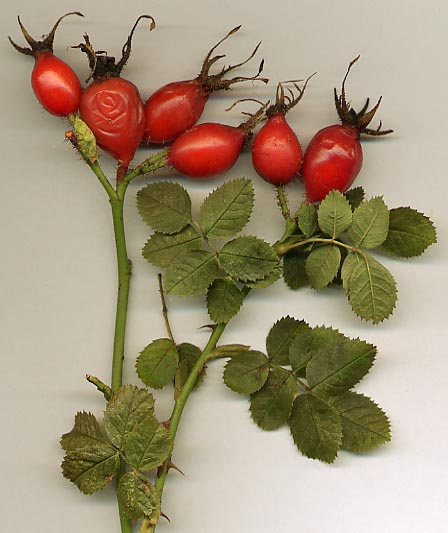
Fructe, măceşe
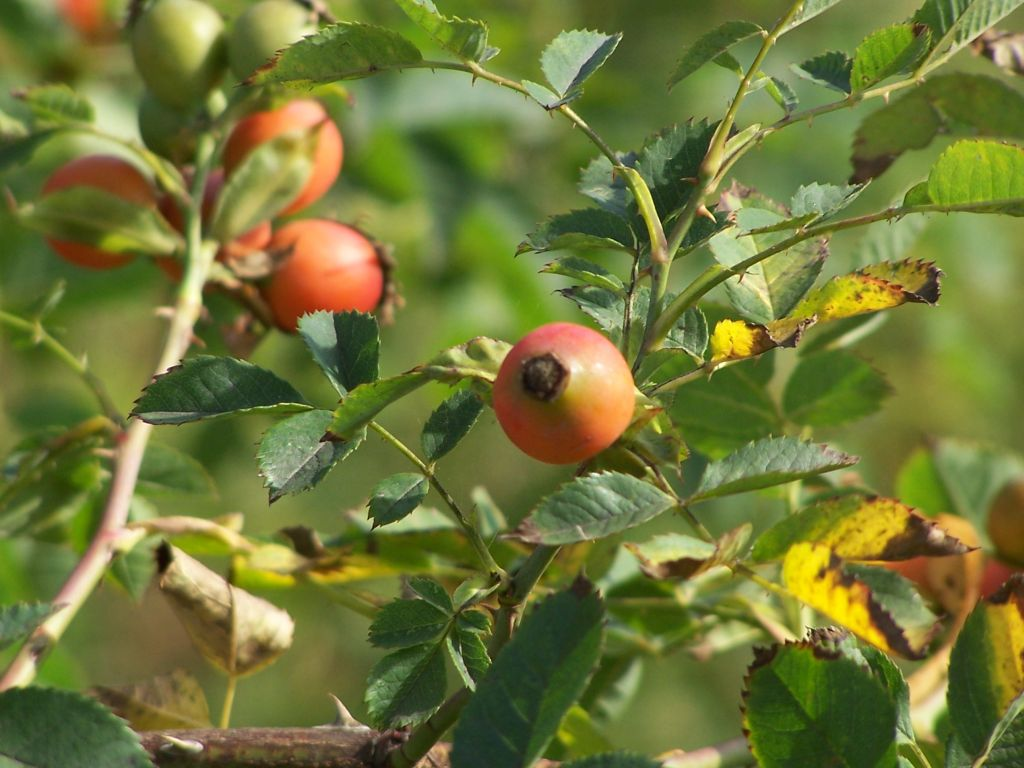
Fructe, măceşe
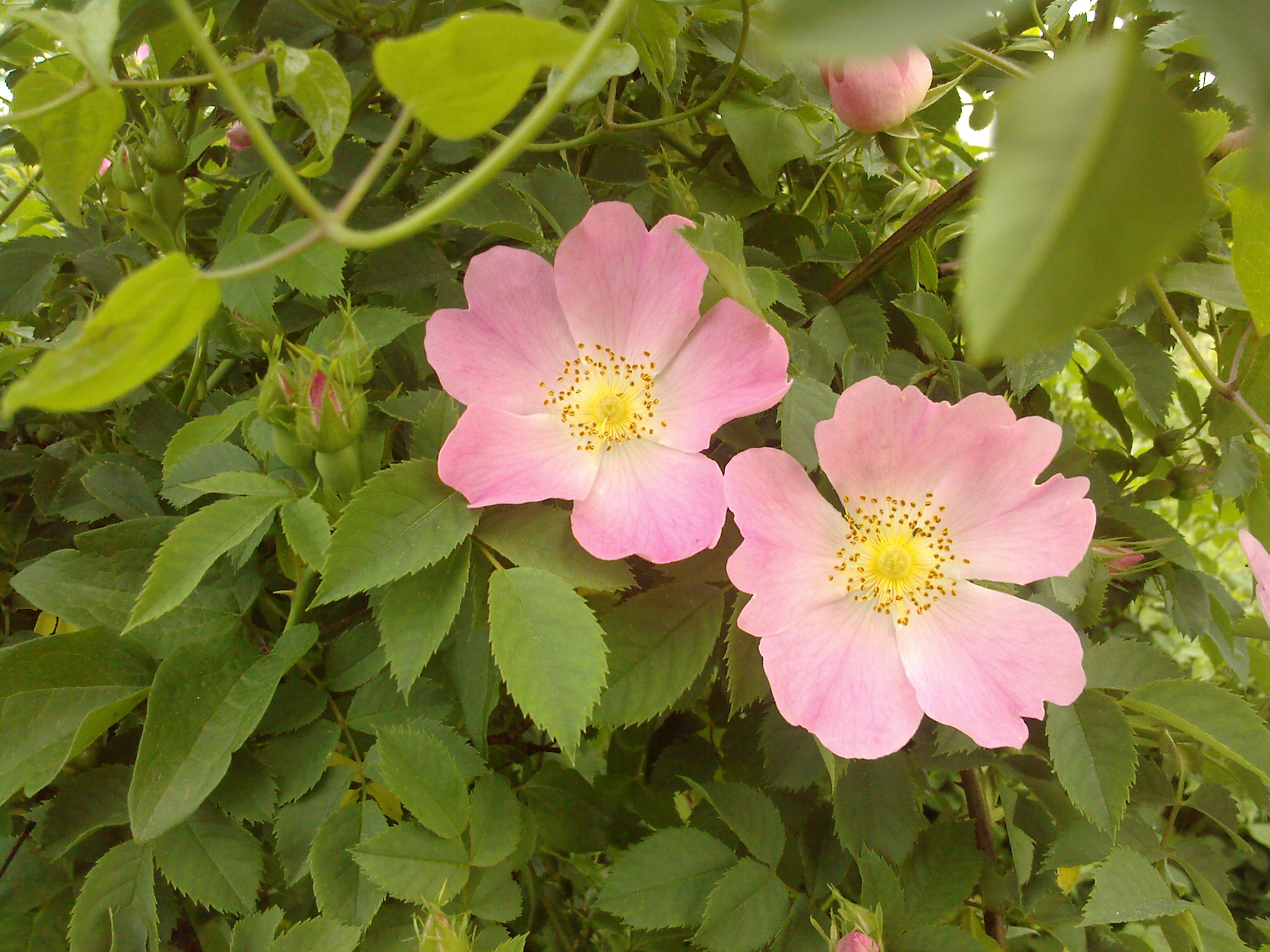
Măceş (flori)